# Garm

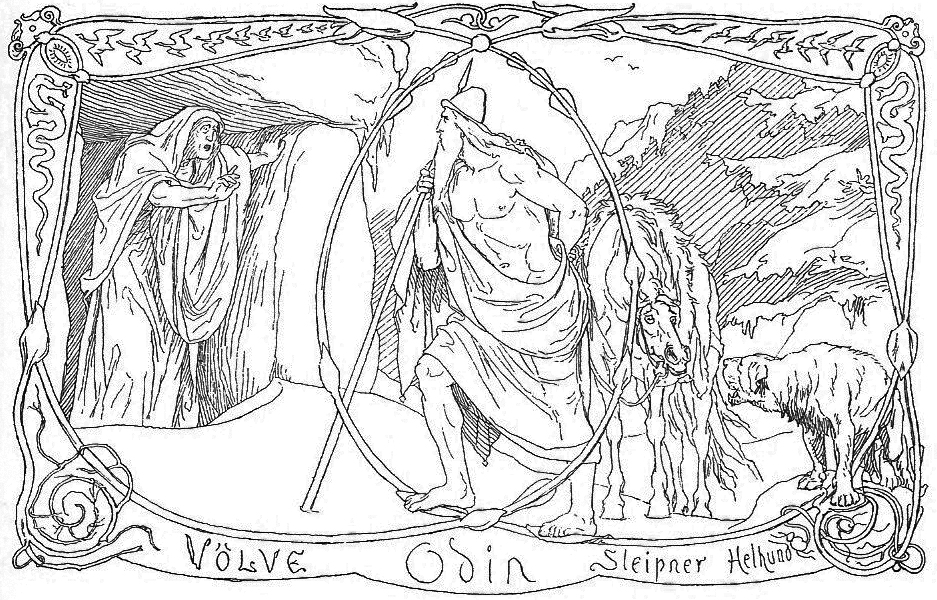
Ódin a jeho kůň Sleipnir v Helheimu, kdy Sleipnir a Garm hledí jeden na druhého. (Frölich Lorenz, 1895)

Garm (či Garmr) je pekelný pes strážící vchod do Helheimu (v severské mytologii říše mrtvých). Má čtyři oči a hruď promočenou krví. Živí se totiž krví všech mrtvých lidí. Žije v jeskyni Gnippahellir, jež se nachází u vstupu do říše mrtvých. Spěchá naproti každému, kdo sem putuje a tak se s ním setkal i Ódin.
Kdokoli, kdo obdaroval chlebem chudé, má možnost jej uklidnit koláčem od bohyně Hel.
Až nadejde Ragnarök (den „osudu bohů“ či „soudný den“), Garm se připojí k obrům v jejich boji proti bohům. Jeho protivníkem bude severský bůh války Týr, který jej zabije, ale sám také podlehne zraněním, jež mu Garm způsobí.
Garm je často zaměňován s Fenrirem. V řecké mytologii jej lze pak považovat za ekvivalent Cerbera.